# Нестеренко Ганна Дмитрівна
Га́нна Дми́трівна Нестере́нко (17 грудня 1924, село Яблуневе, нині Оржицького району Полтавської області — 11 вересня 2014) — український педагог. Кандидат педагогічних наук (1970). Член-кореспондент Академії педагогічних наук СРСР (з 1968 року). Член-кореспондент Академії педагогічних наук України (з 1992 року). Герой Соціалістичної Праці (7.03.1960). Депутат Верховної Ради УРСР 6—8-го скликань. Кандидат у члени ЦК КПУ в березні 1966 — березні 1971 року.

## Життєпис
Народилася в багатодітній селянській родині. Закінчила середню школу в селі Яблуневому. Навчалась у Лубенському учительському інституті Полтавської області. Під час Другої світової війни перебувала на окупованій німецькими військами території. Мала бути вивезена на роботу до Німецького рейху, але по дорозі втекла і переховувалася.
З жовтня 1943 року працювала вчителем біології та географії в Оржицькій середній школі на Полтавщині.
У 1947 одержала призначення на посаду директора семирічної школи в селі Озеряни на Рівненщині. У 1951 році була переведена директором середньої школи у село Варковичі Дубенського району Рівненської області.
Член ВКП(б) з 1952 року.
У 1956 році заочно закінчила Київський державний педагогічний інститут імені Горького.
Від 1959 року працювала директором школи-інтернату для дітей-сиріт в селі Верба Дубенського району Рівненської області.
17 листопада 1992 року Ганну Нестеренко обрали членом-кореспондентом Академії педагогічних наук України (відділення дидактики, методики та інформаційних технологій в освіті).

## Нагороди
- Герой Соціалістичної Праці (7.03.1960)
- орден Леніна (7.03.1960)
- медаль «За трудову відзнаку»
- медаль «За доблесну працю. В ознаменування 100-річчя з дня народження Володимира Ілліча Леніна»
- значок «Відмінник народної освіти»
- Почесна грамота Кабінету Міністрів Української РСР (17.12.1999)
- Заслужений вчитель школи Української РСР (29.07.1964)